# Barbara Scaff
Barbara Scaff, de son nom complet Barbara Ann Weber Scaff, est une auteure-compositrice-interprète d'origine et de nationalité américaine qui, depuis l’âge de 14 ans, joue dans des comédies musicales et chante de la musique pop rock et folk. Elle vit en France.
À 15 ans, elle joue dans la comédie musicale Tom Sawyer.
En 1991, elle participe en tant que doublure d'Éponine à sa première production française, Les Misérables au théâtre Mogador. Elle enchaîne avec Les Années Twist, spectacle de Roger Louret. Elle reste 8 ans dans la compagnie de celui-ci, Les Baladins en Agenais, participant aux Z'années Zazous, La Fièvre des années 80 et les émissions de TF1, Les Années Tubes. 
Elle sort 6 singles, dont le générique du feuilleton Terre indigo, diffusé sur TF1, composé par Catherine Lara en duo avec Philippe Candelon et A step too far avec Elton John et Jenny Mac Kay, extrait de la comédie musicale Aïda ainsi qu'une reprise d’It's Raining Men en duo avec Jenny Mac Kay en 1999. Elle publie un album sur le label de TF1, UNE Musique et elle compose ses propres chansons. Elle monte Another Road, comédie musicale autour des chansons des Beatles avec Pablo Villafranca entre autres. 
Elle joue dans La Jeune Fille et la Tortue en 1999 et Paradisco en 2002, deux courts-métrages de Stéphane Ly-Cuong ainsi que dans le film Immortel, ad vitam en 2004. En 2009 elle a doublée dans l'épisode Pilot de Molusco : Molusco et Lola Likowski.  Elle double les voix de plusieurs dessins animés, dont Ulrich Stern dans Code Lyoko, Rabbids Invasion, Peanuts et de jeux vidéo : Syberia II, The Nomad Soul, Largo Winch et plus récemment, Farenheit (Indigo Prophecy aux États-Unis) et Beyond: Two Souls for Quantic Dream… Barbara Scaff travaille pendant plus de sept ans sur les films de la trilogie Arthur et les Minimoys de Luc Besson, dans lequel elle joue également le rôle de Mino en français et en anglais.
En 2011, elle participe à l'album Opéra Rock de Renaud Hantson, avec lequel elle chante Maniac de Flashdance. Le clip de ce duo est tourné en mars 2012. Elle continue de chanter pour des associations qui lutte contre la sclérose en plaques, et a participé en tant qu'auteur et chanteuse récemment à l'album Les Funambules contre l'homophobie. 